# 朝比奈隆
朝比奈隆（日语：／ Asahina Takashi，1908年7月9日—2001年12月29日）是一位日本指挥家。朝比奈隆在日本非常受尊敬。他善于指挥贝多芬、布鲁克纳的作品。他录制的贝多芬交响曲全集达7次之多。

## 生平
朝比奈隆出生於東京府東京市牛込区（現今的東京都新宿區）市谷砂土原町的小島家，出生後由鐵道院技師朝比奈林之助收養，因此改姓「朝比奈」。
他在大学时代开始学习指挥，1940年首次登台演出。1943年被日本政府派往日占上海担任上海音乐协会交响乐团指挥，1944年至终战又担任哈尔滨交响乐团指挥。1947年创办了大阪爱乐交响乐团。1951年带领乐团到欧洲巡回演出。1956年指挥柏林爱乐乐团。从60年代开始，他就经常和北德广播交响乐团合作。
2001年10月24日，在愛知縣名古屋市指揮柴可夫斯基的第1鋼琴協奏曲及第5號交響曲，演奏會結束後因身體不適住院療養，從此沒能再重返指揮台。同年12月29日，朝比奈隆於兵庫縣神戶市逝世，享年93歲。
他的墓地位於兵庫縣神戶市的長峰墓園。

## 軼事及其他
- 1970年11月，應臺北市立交響樂團邀請，前往台北訪問[2]。
- 嘗言「我的工作就是站著」（立つことが私の仕事），即使是排練的場合，在指揮台上也不選擇坐下。

## 外部連結
- 朝比奈隆的Discogs页面（英文）